# NGC 733
NGC 733 é uma estrela na direção da constelação de Triangulum. O objeto foi descoberto pelo astrônomo William Parsons em 1850, usando um telescópio refletor com abertura de 72 polegadas. 